# Magyar futsalválogatott

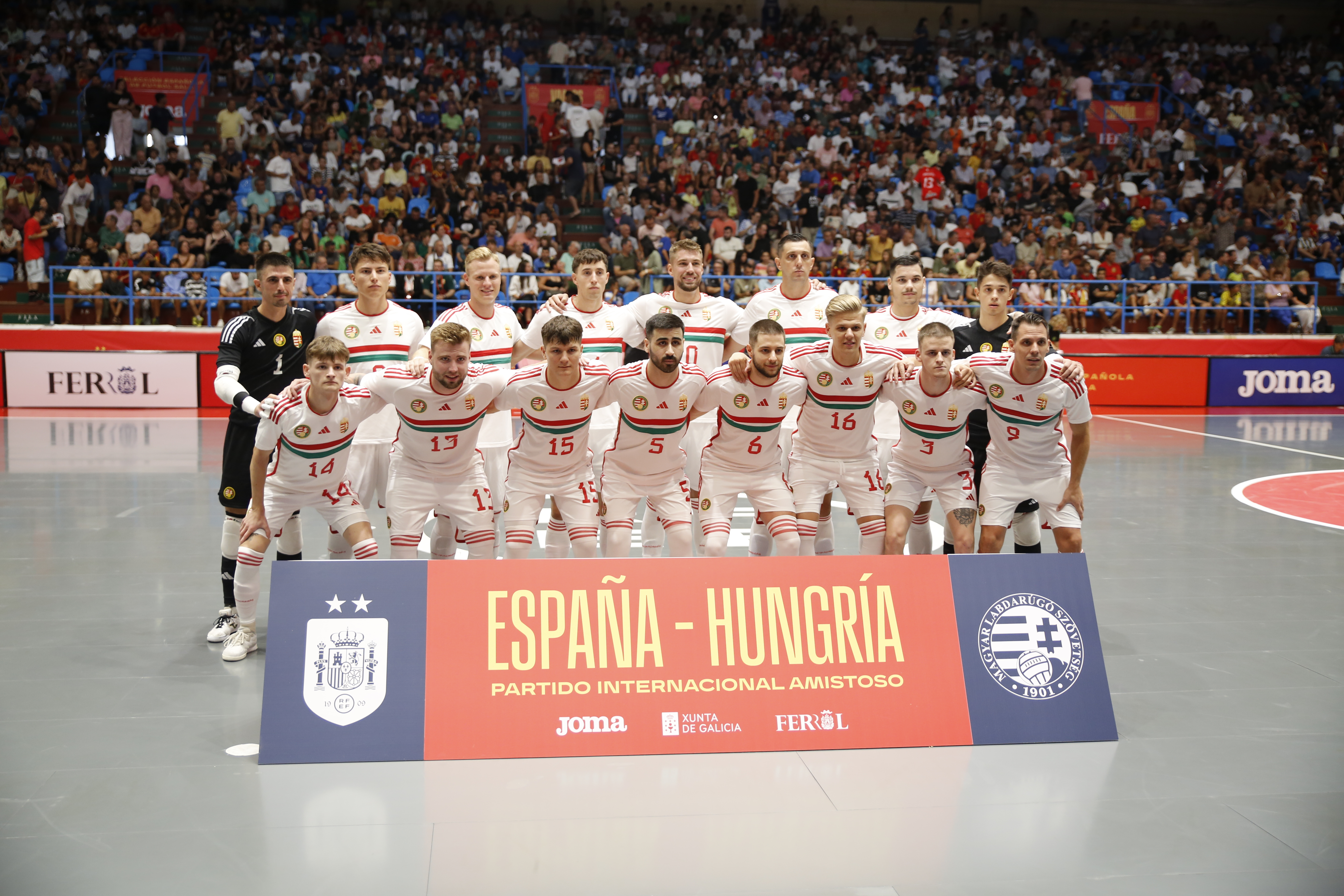
2024.

A magyar futsalválogatott Magyarország nemzeti csapata, amelyet a Magyar Labdarúgó-szövetség irányít.

## Története
A magyar futsalválogatott története során eddig egyetlen alkalommal szerepelt világbajnokságon, 1989-ben. Az első csoportmérkőzésen 3–2-re legyőzte Brazíliát és ennek is köszönhetően továbbjutott.
Futsal-Európa-bajnokságon először 2005-ben vett részt Csehországban, ahol mindhárom csoportmérkőzését elveszítette. Ezen az Europa-bajnokságon Balázs Zoltán kapust legjobb kapusként a "golden five" csapatba választották,
A 2008-as világbajnokság pótselejtezőinek első mérkőzésén 3–1-es vereséget szenvedett Harkivban Ukrajnától, majd a Gyöngyösön rendezett visszavágón 4–3 arányban győzött. Az ukránok összesítésben 1 góllal jobbnak bizonyultak.
A 2010-es Európa-bajnokságot Magyarországon rendezték. ez volt az első torna, amikor a részt vevő csapatok számát a korábbi 8-ról 12-re emelték. A magyar válogatott Azerbajdzsánnal és Csehországgal került egy csoportba. Az első mérkőzésen a brazil játékosokkal is megerősített azeri válogatottól 3–1-es vereséget szenvedett. Csehország ellen már 4–0-ra is vezetett a Kozma Mihály által irányított magyar csapat, azonban ez sem volt elég a továbbjutáshoz. A csehek egyenlítettek, majd a vezetést is megszerezték. Ezt még sikerült kiegyenlítenie Gyurcsányinak és az 5–5-ös döntetlen a magyarok továbbjutását jelentette. A vége előtt néhány másodperccel Marek Kopecký közvetlen közelről a hálóba tuszkolta a labdát, továbbjuttatva ezzel a cseh csapatot.
A 2014-es Eb pótselejtezőinek rájátszásában az első mérkőzésen 2–1-es vereséget szenvedett Ukrajnában. A Gyöngyösön rendezett visszavágón 5–4-re győzött ugyan, de idegenben rúgott több góllal az ukránok jutottak ki a Belgiumban rendezett Európa-bajnokságra.
A 2016-os Európa-bajnokság pótselejtezőiben Romániával mérkőzött a magyar válogatott. Az első találkozót Bodzavásáron rendezték, ahol 2–0-s román vezetés után 2–2-es döntetlennel zártak a csapatok. A visszavágóra Debrecenben került sor 2015. szeptember 22-én. Fordulatos mérkőzésen, hosszabbítást követően 4–3-as magyar győzelem született. A győztes találatot Dróth Zoltán egy másodperccel a vége előtt fejelte be a bal felső sarokba. Az EB-én csoportjában a harmadik helyet szerezte meg a válogatott, a csoportkörben Spanyolországtóltól és Ukrajnától szenvedett vereséget, így a 10. helyen végzett, a csapat legjobbja Dróth Zoltán volt.  A 2016-os kolumbiai  
világbajnokságra nem sikerült kiharcolni a részvételt. A 2018-as Európa-bajnoki selejtező rájátszásában Lengyelország ellen hazai pályán 2–1-es győzelmet aratott a magyar válogatott, de a visszavágón 6–4-es vereséget szenvedett és nem jutott ki a tornára. 2020-as világbajnokság selejtezőjében nem sikerült kiharcolni a tornán való részvételt. A 2022-es EB-re nem jutott ki a csapat, miután a selejtezősorozat második körében csoportharmadik lett.

## Futsal-világbajnokság
| Év       | Eredmény      | Hely | M | Gy | D | V | Rg | Kg | Gk | P |
| -------- | ------------- | ---- | - | -- | - | - | -- | -- | -- | - |
| 1989     | Bejutott      | 5.   | 6 | 2  | 2 | 2 | 23 | 17 | +6 | 6 |
| 1992     | Nem jutott be | –    | – | –  | – | – | –  | –  | –  | – |
| 1996     | Nem jutott be | –    | – | –  | – | – | –  | –  | –  | – |
| 2000     | Nem jutott be | –    | – | –  | – | – | –  | –  | –  | – |
| 2004     | Nem jutott be | –    | – | –  | – | – | –  | –  | –  | – |
| 2008     | Nem jutott be | –    | – | –  | – | – | –  | –  | –  | – |
| 2012     | Nem jutott be | –    | – | –  | – | – | –  | –  | –  | – |
| 2016     | Nem jutott be | –    | – | –  | – | – | –  | –  | –  | – |
| 2021     | Nem jutott be | –    | – | –  | – | – | –  | –  | –  | – |
| Összesen | 1/9           | –    | 6 | 2  | 2 | 2 | 23 | 17 | +6 | 6 |

## Futsal-Európa-bajnokság
| Év       | Eredmény      | Hely | M | Gy | D | V | Rg | Kg | Gk  | P |
| -------- | ------------- | ---- | - | -- | - | - | -- | -- | --- | - |
| 1996     | Nem jutott be | -    | - | -  | - | - | -  | -  | -   | - |
| 1999     | Nem jutott be | –    | – | –  | – | – | –  | –  | –   | – |
| 2001     | Nem jutott be | –    | – | –  | – | – | –  | –  | –   | – |
| 2003     | Nem jutott be | –    | – | –  | – | – | –  | –  | –   | – |
| 2005     | Bejutott      | 8.   | 3 | 0  | 0 | 3 | 5  | 14 | –9  | 0 |
| 2007     | Nem jutott be | –    | – | –  | – | – | –  | –  | –   | – |
| 2010     | Bejutott      | 10.  | 2 | 0  | 0 | 2 | 6  | 9  | –3  | 0 |
| 2012     | Nem jutott be | -    | - | -  | - | - | -  | -  | -   | - |
| 2014     | Nem jutott be | -    | - | -  | - | - | -  | -  | -   | - |
| 2016     | Bejutott      | 10.  | 2 | 0  | 0 | 2 | 5  | 11 | -6  | 0 |
| 2018     | Nem jutott be | -    | - | -  | - | - | -  | -  | -   | - |
| 2022     | Nem jutott be | -    | - | -  | - | - | -  | -  | -   | - |
| Összesen | 3/12          | –    | 7 | 0  | 0 | 7 | 16 | 34 | –18 | 0 |

## Játékosok

### Jelenlegi csapat
Szövetségi kapitány: Sergio Mullor Cabrera 

Szövetségi edző: Frank Tamás 

Szövetségi edző: Németh Péter 

Kapusedző: Balázs Zoltán 

| Szám | Poszt | Név                  | Születési dátum / Kor          | Válogatottság | Gólok | Klub                    |
| ---- | ----- | -------------------- | ------------------------------ | ------------- | ----- | ----------------------- |
| 1    | K     | Alasztics Marcell    | 1995. február 10. (30 éves)    | 62            |       | Haladás VSE             |
| 12   | K     | Gémesi Gergő Samu    | 2005. június 20. (19 éves)     | 2             |       | Újpest FC-220Volt       |
| 2    | V     | Dorogi Benjámin Alex | 2002. november 30. (22 éves)   | 2             |       | 1. Futsal Club Veszprém |
| 3    | CS    | Lux Bence Gábor      | 2004. február 3. (21 éves)     | 2             |       | 1. Futsal Club Veszprém |
| 4    | V     | Szalmás Zoltán       | 2002. május 11. (22 éves)      | 6             |       | Haladás VSE             |
| 5    | CS    | Szentes-Bíró Tamás   | 1996. június 2. (28 éves)      | 9             |       | Nyírbátori SC           |
| 6    | V     | Nagy Imre            | 1993. augusztus 8. (31 éves)   | 61            |       | MVFC Berettyóújfalu     |
| 7    | CS    | Bencsik Roland       | 1995. november 2. (29 éves)    | 15            |       | SG Kecskemét Futsal     |
| 8    | CS    | Vas Ádám             | 1995. szeptember 5. (29 éves)  | 76            |       | Haladás VSE             |
| 9    | V     | Rábl János           | 1989. június 15. (35 éves)     | 137           |       | MVFC Berettyóújfalu     |
| 10   | CS    | Pál Patrik Krisztián | 1997. június 8. (27 éves)      | 46            |       | SG Kecskemét Futsal     |
| 11   | CS    | Dróth Zoltán         | 1988. szeptember 14. (36 éves) | 153           |       | Haladás VSE             |
| 13   | CS    | Sipos Gergő          | 1998. május 25. (26 éves)      | 12            |       | Haladás VSE             |
| 14   | CS    | Nagy Kevin Tamás     | 2001. december 7. (23 éves)    | 2             |       | MVFC Berettyóújfalu     |